# Nordijska kombinacija na ZOI 2010.
Natjecanja u nordijskoj kombinaciji na Zimskim olimpijskim igrama u Vancouveru održavala su se u Whistler Olympic Parku, od 14. do 25. veljače 2010. godine.

### Mala skakaonica i 10km trčanje
| Mjesto | Država    | Športaš             | Vrijeme (min) |
| ------ | --------- | ------------------- | ------------- |
| 1.     | Francuska | Jason Lamy Chappuis | 25:47,1       |
| 2.     | SAD       | Johnny Spillane     | 25:47,5       |
| 3.     | Italija   | Alessandro Pittin   | 25:47,9       |
| 4.     | SAD       | Todd Lodwick        | 25:48,6       |
| 5.     | Austrija  | Mario Stecher       | 26:00,7       |
| 6.     | SAD       | Bill Demong         | 26:05,0       |
| 7.     | Japan     | Norihito Kobayashi  | 26:09,0       |
| 8.     | Finska    | Anssi Koivuranta    | 26:16,9       |
| 9.     | Norveška  | Magnus Moan         | 26:22,7       |
| 10.    | Njemačka  | Eric Frenzel        | 26:23,2       |

### Velika skakaonica i 10km trčanje
| Mjesto | Država   | Športaši          | Vrijeme (min)   |
| ------ | -------- | ----------------- | --------------- |
| 1.     | SAD      | Bill Demong       | 24:32,9         |
| 2.     | SAD      | Johnny Spillane   | 24:36,9 (+4,0)  |
| 3.     | Austrija | Bernhard Gruber   | 24:43,7 (+10,8) |
| 4.     | Finska   | Hannu Manninen    | 25:06,0 (+33,1) |
| 5.     | Češka    | Pavel Churavý     | 25:06,9 (+34,0) |
| 6.     | Norveška | Petter Tande      | 25:11,3 (+38,3) |
| 7.     | Italija  | Alessandro Pittin | 25:13,6 (+40,7) |
| 8.     | Austrija | Mario Stecher     | 25:21,1 (+48,2) |
| 9.     | Japan    | Akito Watabe      | 25:21,7 (+48,8) |
| 10.    | Austrija | Christoph Bieler  | 25:21,7 (+48,8) |

### Momčadsko natjecanje
| Mjesto | Država    | Športaši                                                             | Vrijeme (min)     |
| ------ | --------- | -------------------------------------------------------------------- | ----------------- |
| 1.     | Austrija  | Bernhard Gruber David Kreiner Felix Gottwald Mario Stecher           | 49:31,6           |
| 2      | SAD       | Brett Camerota Todd Lodwick Johnny Spillane Bill Demong              | 49:36,8 (+5,2)    |
| 3.     | Njemačka  | Johannes Rydzek Tino Edelmann Eric Frenzel Björn Kircheisen          | 49:51,1 (+19,5)   |
| 4.     | Francuska | Maxime Laheurte François Braud Sébastien Lacroix Jason Lamy Chappuis | 50:11,4 (+39,8)   |
| 5.     | Norveška  | Jan Schmid Espen Rian Petter Tande Magnus Moan                       | 50:25,9 (+54,3)   |
| 6.     | Japan     | Taihei Katō Daito Takahashi Akito Watabe Norihito Kobayashi          | 50:45,8 (+1:42,3) |
| 7.     | Finska    | Janne Ryynänen Jaakko Tallus Anssi Koivuranta Hannu Manninen         | 51:53,1 (+2:21,5) |
| 8.     | Češka     | Aleš Vodseďálek Miroslav Dvořák Tomáš Slavík Pavel Churavý           | 52:50,2 (+3:18,6) |
| 9.     | Švicarska | Seppi Hurschler Tim Hug Tommy Schmid Ronny Heer                      | 53:49,8 (+4:18,2) |
| 10.    | Italija   | Alessandro Pittin Giuseppe Michielli Lukas Runggaldier Armin Bauer   | 54:14,5 (+4:42,9) |

## Vanjske poveznice
- Službena olimpijska stranica za nordijsku kombinaciju